# Centro Cultural Cândido José de Araújo
O Centro Cultural Cândido José de Araújo, também conhecido como Espaço Candinho, é um espaço cultural situado no local de fundação do Club de Regatas Vasco da Gama, na Rua Sacadura Cabral, nº 345, no bairro da Gamboa, Rio de Janeiro. O local presta homenagem a Cândido José de Araújo, o primeiro presidente negro de um clube esportivo brasileiro, ocupando o cargo entre 1904 e 1906 no cruzmaltino.
No dia 21 de agosto de 1898, o Club de Regatas Vasco da Gama foi fundado por imigrantes e descendentes portugueses, em uma casa na antiga Rua da Saúde, nº 293 (atual nº 345 da rua Sacadura Cabral). A primeira sede vascaína, contudo, foi um sobrado na Rua da Saúde n.º 127 (atual n.º 167 da rua Sacadura Cabral), em frente ao Largo da Imperatriz, hoje Praça dos Estivadores. Ela era apenas provisória, e foi alugada por Francisco Gonçalves do Couto Júnior, primeiro presidente cruzmaltino. Neste imóvel, o clube organizou serviços sociais, como secretaria e tesouraria. Em frente à primeira sede, organizou-se também a primeira escolinha de remo vascaína, aproveitando-se do acesso ao mar pelo cais do Largo.
Após décadas no esquecimento, o local da fundação foi recuperado, alugado e reformado por um grupo de torcedores, chamados ”Guardiões da Colina”, e transformado oficialmente no Centro Cultural Candinho em 2020. O nome do espaço homenageia Cândido José de Araújo, o primeiro presidente negro de um clube brasileiro, que comandou o Vasco da Gama entre 1904 e 1906, liderando o clube na conquista de seus primeiros títulos, o Campeonato Carioca de Remo de 1905 e 1906.
Apesar de dificuldades iniciais para mantê-lo, o espaço foi reaberto em abril de 2024. Atualmente, o local se tornou ponto de encontro para os torcedores vascaínos do Rio de Janeiro acompanharem as partidas do clube fora de casa, além de abrigar exposições, encontros e debates, e contar com um tour virtual.
No ano de 2024, a Assembleia Legislativa do Rio de Janeiro aprovou o projeto de lei nº 4.226 que reconhece o Centro Cultural Cândido José de Araújo como Patrimônio Histórico, Cultural e Turístico do Rio de Janeiro, destacando sua importância histórica, não apenas para o Club de Regatas Vasco da Gama, mas também para o estado do Rio de Janeiro.